# Peppeltwijgmineermot
De peppeltwijgmineermot (Phyllocnistis extrematrix) is een vlinder uit de familie mineermotten (Gracillariidae). De wetenschappelijke naam is voor het eerst geldig gepubliceerd in 1955 door Martynova.
De soort komt voor in Europa.